# ソメイヨシノ (R指定の曲)
「ソメイヨシノ」は、日本のヴィジュアル系バンド、R指定が2011年4月6日に発売した、通算8枚目となるシングル。

## 概要
- 2011年、第1弾シングル。前作「波瀾万丈、椿唄」から4か月後にリリースされた。
- 通常盤と初回限定盤の2形態でのリリースで、初回限定盤には表題曲「ソメイヨシノ」のPVが収録されたDVDが封入されている。

## 収録曲

### CD

#### 初回限定盤
1. ソメイヨシノ
テレビ東京『Vの流儀』2011年3月度エンディングテーマ。
桜をモチーフにしたミディアムテンポのバラードナンバー。
PVは学校でメンバーが演奏するシーンが収められている。このPVは本作の他にも、ビデオ・クリップ集『映像盤。』にも収録されている。なおビデオ・クリップ集『映像盤。』の初回限定盤には、ツアー『Tour ”DOKUMORU”』の最終公演であった2011年8月8日の東京豊島公会堂公演のライブの映像が収録されている。
2. 学級崩壊
後に23rdシングル「魅惑のサマーキラーズ」にて、再録バージョンが収録された。なお、オリジナルバージョンは現在もアルバムに収録されていない。

#### 通常盤
1. ソメイヨシノ
2. 本日ハ晴天ナリ
通常盤のみの収録。
3. 学級崩壊

### 初回限定盤DVD
1. ソメイヨシノ PV

## 収録アルバム
オリジナルアルバム
- 『日本沈没』(#1)

## 収録映像作品
PV収録作品
- 『映像盤。』(#1)

ライブ映像収録
- 『映像盤。』(#1,初回限定盤のみ)